# Joaquín Crespo
Joaquín Crespo (Aragua, 22 de agosto de 1841 – Cojedes, 16 de abril de 1898) foi um político venezuelano e presidente da Venezuela.

## Presidência
Joaquín Crespo tornou-se presidente pela primeira vez em 1884. Em 1886 Guzmán Blanco voltou como presidente. Crespo exilou-se durante a presidência de Juan Pablo Rojas Paúl, o que marcou uma ruptura com as políticas de Guzmán Blanco.
Durante o segundo regime de Joaquín Crespo, que começou em 1892, uma nova constituição aumentou o mandato presidencial. A crise venezuelana de 1895 viu a longa disputa da Venezuela com a Grã-Bretanha sobre o território de Guayana Esequiba chegar ao auge com os EUA dando apoio diplomático à Venezuela. A Grã-Bretanha reivindicou o território como parte da Guiana Britânica, enquanto a Venezuela o viu como venezuelano. A fronteira disputada foi submetida a uma restrição internacional. O painel arbitral concedeu a maior parte do território à Grã-Bretanha em 1899 após a morte de Crespo.

## Carreira subsequente
Em 1897, Crespo não fez campanha para um terceiro mandato presidencial, mas apoiou Ignacio Andrade contra o principal oponente José Manuel Hernandez. Andrade ganhou a eleição  e inaugurou o seu mandato em 28 de fevereiro 1898. Hernandez considerou os resultados fraudulentos e pegou em armas. Hernandez foi rapidamente derrotado, com turbulência política resultante.

## Morte
Crespo, que permaneceu um esteio militar do governo, foi morto em batalha em 16 de abril de 1898  no Combate da Mata Carmelera enquanto defendia o governo de Andrade.
Ele foi enterrado no Cemitério General do Sul. Durante a crise na Venezuela bolivariana, o túmulo de Crespo e de sua esposa Jacinta foi saqueado e vandalizado, deixando seus corpos expostos às intempéries.